# Karl Trasti
Karl Trasti (19. februar 1917 - 4. oktober 1976) var en norsk jurist og politiker for Arbeiderpartiet. Han var minister i Einar Gerhardsens regering efter stortingsvalget i 1961.
Trasti tog juridisk embedseksamen i 1942 og blev sekretær i Finansdepartementet året efter, i 1943. I 1953 blev han ansat som sekretær i Arbeiderpartiets stortingsgruppe, og blev udnævnt til statssekretær i Finansdepartementet i 1955.
Han gik tilbage til embedsværket som tolddirektør i 1957, en stilling han havde med afbrud helt til sin tidlige død i 1976.
Karl Trasti havde følgende ministerposter i regeringen Gerhardsen:
- 1962–1963: Løn- og prisminister.
- 1963–1964: Løn- og prisminister.
- 1964–1965: Industriminister.